# دگرگونی زبانی
دگرگونی زبانی (انگلیسی: Language change) به تغییر در ویژگی‌های یک زبان در طول زمان گفته می‌شود. دگرگونی زبانی در زیرشاخه‌های متعددی از زبان‌شناسی مطالعه می‌شود: زبان‌شناسی تاریخی، زبان‌شناسی اجتماعی و زبان‌شناسی پویا. برخی مفسران ار برچسب انحراف (corruption) استفاده می‌کنند تا نشان دهند که دگرگونی زبانی باعث تخریب کیفیت زبان می‌شود؛ به‌ویژه، وقتی که تغییر از اشتباه انسانی نشئت می‌گیرد یا از دید تجویزگرایانه، کاربردی توصیه‌نشده باشد. زبان‌شناسی نوین به طور معمول این مفهوم را قبول ندارد؛ چون از نقطه‌نظر علمی اینجور بدعت‌ها نمی‌توانند خوب یا بد تلقی بشوند.